# Ricardo Cruzat Hurtado
Ricardo Cruzat Hurtado (Santiago 18 oktober 1845 - aldaar 7 januari 1905) was een Chileens politicus.
Hij volgde onderwijs aan de school van de Congregatie van de Heilige Harten te Santiago en studeerde vervolgens rechten aan de Universiteit van Chili. Na zijn promotie vestigde hij zich als advocaat (1868). Daarnaast was hij werkzaam als landbouwer. 
Onder president José Manuel Balmaceda was hij minister van Buitenlandse Zaken in diens laatste regeringsjaar (1891). Na de Chileense Burgeroorlog (1891) sloot hij zich aan bij de Partido Liberal Democrático (Liberaal-Democratische Partij) en vertegenwoordigde die partij van 1894 tot 1897 in de Kamer van Afgevaardigden. Hij maakte deel uit van de parlementaire commissies betreffende de grondwet, wetgeving en justitie.
In 1902 werd hij directeur van de Nitraat Onderneming van Antofagasta en van 1902 tot 1903 was hij minister van Financiën.